# Cophixalus riparius
Cophixalus riparius es una especie de anfibio anuro de la familia Microhylidae.

## Distribución geográfica
Es endémica de Papúa Nueva Guinea, en altitudes entre 1800 y 2800 m.